# Holothurie (conte japonais)
Pour les articles homonymes, voir Holothurie (homonymie).

Holothurie est un conte japonais.

## Conte
Autrefois, l'holothurie n'avait pas la bouche fendue.
Un jour, Uzume, accompagnant le Fils des Dieux demande à tous les poissons de jurer fidélité, obéissance et dévouement à ce dernier. 
Tous obtempérent sauf l'holothurie.
Saisissant son poignard, Uzume fend cette bouche qui a eu le tort de rester close.